# Uroleucon manitobense
Uroleucon manitobense är en insektsart som beskrevs av Robinson 1986. Uroleucon manitobense ingår i släktet Uroleucon och familjen långrörsbladlöss. Inga underarter finns listade i Catalogue of Life.